# Zahodni Togo
Zahodni Togo (Western Togoland, Togoland de l'Ouest) je mednarodno nepriznana država v vzhodnem delu Gane v Zahodni Afriki, ki ga želi veliko lokalnih političnih gibanj osamosvojiti od Gane. Meri 20.550 kvadratnih kilometrov. Na zahodu in jugu meji na Gano, na severu na Burkino Faso, na vzhodu na Togo. Na območju države živi 4 milijonov ljudi. Njegova prestolnica je mesto Ho.
Današnji Zahodni Togo je bil nekoč del protektorata Nemškega Toga, ki so ga razdelili med seboj Angleži in Francozi po prvi svetovni vojni.
Leta 1960 se je Togo osamosvojil od Francije, medtem ko so Britanski Togo (današnji Zahodni Togo) leta 1957 združili s sosednjo Gano. Prevladujoči narod Ewejcev je ugovarjal proti priključitvi h Gani. Po osamosvojitvi Gane je nastalo več političnih gibanj, ki so se z različnimi načini borili za samostojnost Zahodnega Toga, prizadevanja pa so občasno vodila v oborožene spopade.
25. septembra 2020 je organizacija Fondation du Groupe d’étude de la Patrie razglasila samostojnost Zahodnega toga ter zahtevala odhod ganske vojske in policije iz regije. Druga osamosvojitvena gibanja niso se strinjala z enostransko razglasitvijo samostojnosti.
Trenutno v Zahodnem Togu poteka oboroženi upor majhne intenzivnosti med separatisti ter gansko vojsko in policijo. Čeprav konflikt ni močen, so nekatere druge države Zahodne Afrike zaskrbljene zaradi dogodkov v Zahodnem Togu, ker bi se lahko zaradi konflikta v Zahodnem Togu sprožili tudi spopadi med drugimi bolj ekstremističnimi separatističnimi gibanji v širši regiji.
Organizacija za nezastopane narode in ljudstva (UNPO) na mednarodnih forumih podpira samostojnost Zahodnega Toga.